# Javier Velasco Yeregui. Sacerdote, sabio, amigo
Javier Velasco Yeregui. Sacerdote, sabio, amigo [titulado Javier Velasco Yeregui. Kapłan, uczony, przyjaciel. Księga Pamiątkowa en polaco] es un libro publicado en recuerdo de Javier Velasco Yeregui, sacerdote, teólogo, exprofesor de la Universidad de La Rioja, exdirector del Instituto Español Bíblico y Arqueológico ‘Casa de Santiago’ en Jerusalén y, en el momento de su fallecimiento, en 2009, vicario general de la Diócesis de Calahorra y La Calzada-Logroño.

## Contenido
La obra, publicada por la Cátedra de Historia y Cultura Hispánicas de la Universidad Católica 'Juan Pablo II' de Lublín (Polonia) (enlace roto disponible en Internet Archive; véase el historial, la primera versión y la última)., está dividido en cuatro apartados: el primero, con artículos de tipo personal o académico de amigos y compañeros de Javier Velasco; el segundo y tercro, con artículos y entrevistas periodísticas del propio Javier Velasco Yeregui; y, por último, un apéndice fotográfico.
En total cuenta con veintiséis textos de diecinueve autores, incluidos el prólogo en español del obispo de la Diócesis de Calahorra y La Calzada-Logroño, Juan José Omella, y la introducción en polaco de Cezary Taracha, coordinador del libro y catedrático de Historia y Cultura Hispánicas de la Universidad Católica 'Juan Pablo II' de Lublín (Polonia).
El libro está escrito en español y polaco, si bien la mayoría de los artículos lo están en español e incluyen un breve resumen en polaco. Los autores proceden, principalmente, de la Universidad de La Rioja, la Universidad Pontificia de Salamanca, la Universidad 'Juan Pablo II' de Lublín (Polonia) y la Universidad de Varsovia.

## Índice

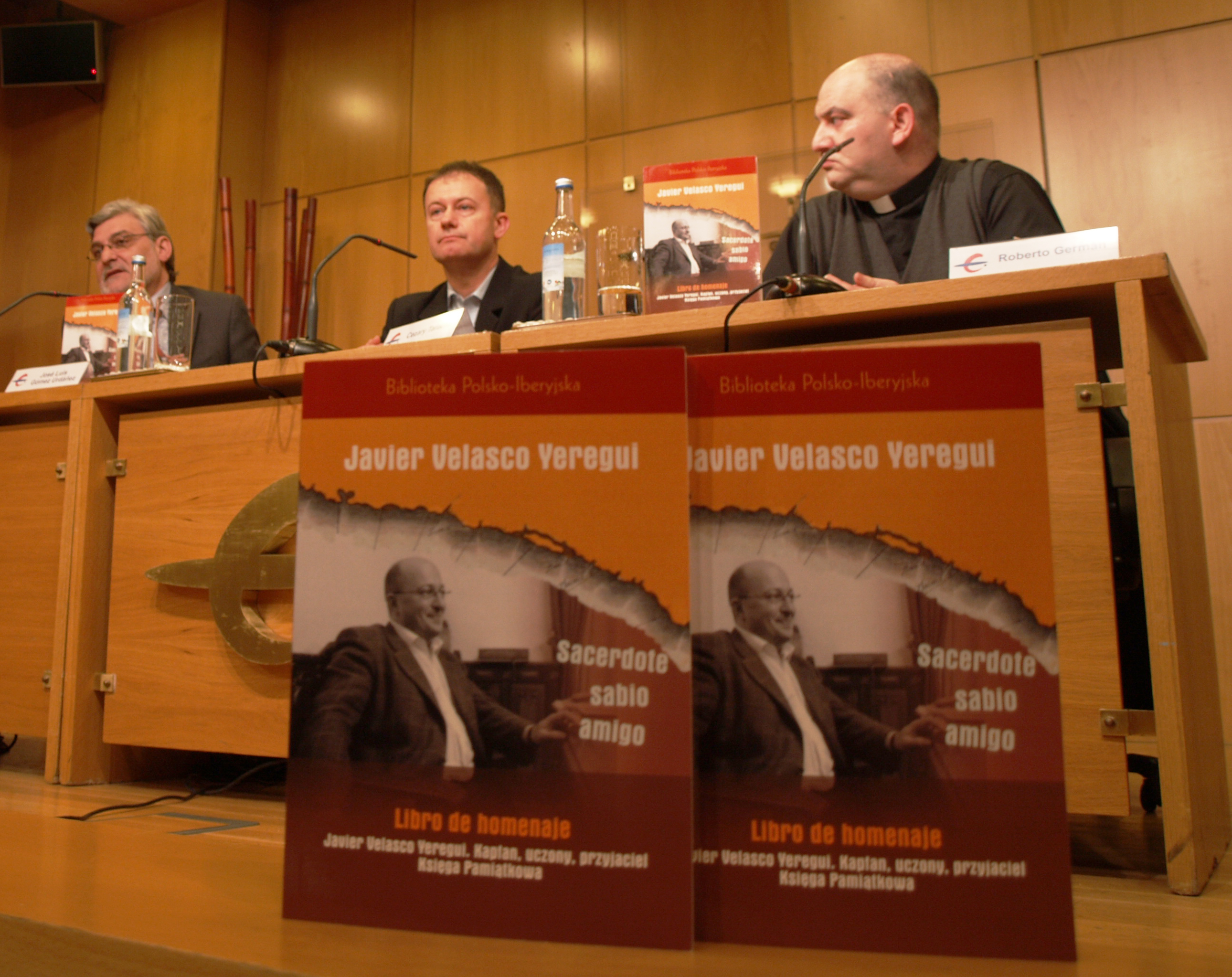
Presentación del libro en Logroño el 4 de abril de 2011.

La primera parte, titulada Artículos de amigos y compañeros de Javier Velasco/Artykuły ofiarowane przez przyjaciół i kolegów księdza Javiera Velasco, cuenta con los siguientes textos:
- Javier Velasco Yeregui, una vida bien pensada, de José Luis Gómez Urdáñez.
- «Javi» Velasco, de Jacinto San Martín Benito.
- Recuerdos de amistad, de Conrado Escobar Las Heras.
- Wspomnienie z podróży do kraju ks. Javiera, de Marek Bochniak.
- La perspectiva cristiana mitiga el dolor por el amigo perdido, de Iñigo Val Eguren.
- In memoriam, de Carmen Giussani.
- Jerusalén, entre el sueño y la memoria. Retratos de un conflicto, de Pablo Rey García y Pedro Rivas Nieto.
- Existencia humana y Dios, de José M.ª Aguirre Oraa.
- Mirad alto, manteneos firmes, hay esperanza: la esperanza en los libros proféticos, de Pedro Ignacio Fraile Yécora.
- Stanisław Herakliusz Lubomirski, polski magnat, w siedemnastowiecznej Hiszpanii, de Cezary Taracha.
- El Monacato en el desierto de Judea, de Antonio Alba.
- Cosmovisión y lenguaje bíblicos en la poesía española del siglo XX (de Aleixandre a Sahagún) , de Enrique Balmaceda.
- Entre fidelidad e identidad. Algunas reflexiones sobre la traducción de referentes culturales del español al polaco, de Joanna Kudełko.
- ¿Qué se entiende por aconfesionalidad del Estado?, de Roberto Germán Zurriaráin.
- Środowiska katolickie Królestwa Hiszpanii wobec globalizacji, de Jacek Gołębiowski.
- Polonia y las elecciones al Parlamento Europeo del 2009, de Cristina González Caizán.

La segunda parte, titulada Artículos de Javier Velasco/Publikacje naukowe księdza Javiera Velasc, incluye estos artículos del propio Javier Velasco Yeregui:
- El Evangelio según los no creyentes, publicado en el nº 12 de la revista Fábula.
- Cristianos en Tierra Santa: historia y profecía, publicado en la revista Huellas.
- Cantar y contar la Pasión después de Auschwitz, pregón de la Semana Santa logroñesa de 2005.

La tercera parte, titulada Artículos en diarios y entrevistas a Javier Velasco/Artykuły i wywiady w czasopismach, incluye un reportaje publicado en el Diario El Correo Edición Rioja, dos entrevistas publicadas en el mismo periódico y otras dos en el semanal Pueblo de Dios, que edita la Diócesis de Calahorra y La Calzada-Logroño. El último apartado incluye 32 fotos que repasan su vida, desde su infancia hasta la madurez, y sus diversas estancias en Jerusalén.

## Curiosidades
- La portada está ilustrada con una fotografía de Rafa Lafuente realizada en la sacristía de la Iglesia de San Bartolomé (Logroño), para el Diario El Correo Edición Rioja, con motivo del reportaje publicado el 6 de noviembre de 2005, tras la última misa celebrada antes de partir a Jerusalén para dirigir el Instituto Español Bíblico y Arqueológico ‘Casa de Santiago’.
- La presentación del libro tuvo lugar en Logroño el 4 de abril de 2011 y, antes del inicio del acto, se vendieron todos los ejemplares del libro disponibles; motivo por el cual se ha reeditado. La víspera del acto se celebró un concierto de órgano a cargo del maestro polaco Marek Bochniak –uno de los coautores del libro- en la Concatedral de Santa María de La Redonda (Logroño).
- En la última página, en colofón indica que

Este libro se terminó de imprimir en las prensas de la Editorial Werset de Lublín, en Polonia, la víspera del 27 de marzo del Año del Señor de 2011, San Juan Damasceno, teólogo sirio y «Doctor de la Iglesia». Adiós, Javier, a Dios.

fecha que coincide, en su cuarto aniversario, con la defensa de la tesis doctoral de Javier Velasco Yeregui en el Studium Biblicum Franciscanum de Jerusalén.